# Atletism la Jocurile Olimpice de vară din 2016 - 10.000 m (feminin)
Proba de 10.000 de metri feminin de la Jocurile Olimpice de vară din 2016 a avut loc la data de 12 august pe Stadionul Olimpic.

## Recorduri
Înaintea acestei competiții, recordurile mondiale și olimpice erau următoarele:
| Record  | Atlet                 | Timp     | Loc            | Data              |
| ------- | --------------------- | -------- | -------------- | ----------------- |
| Mondial | Junxia Wang (CHN)     | 29:31.78 | Beijing, China | 8 septembrie 1993 |
| Olimpic | Tirunesh Dibaba (ETH) | 29:54.66 | Beijing, China | 15 august 2008    |

| Area                                             |          |                       |               |
| Area                                             | Time (s) | Athlete               | Nation        |
| ------------------------------------------------ | -------- | --------------------- | ------------- |
| Africa (recorduri)                               | 29:17.45 | Almaz Ayana           | Etiopia       |
| Asia (recorduri)                                 | 29:31.78 | Wang Junxia           | China         |
| Europa (recorduri)                               | 29:56.34 | Elvan Abeylegesse     | Turcia        |
| America Centrală, de Nord și Caraibe (recorduri) | 30:13.17 | Molly Huddle          | Statele Unite |
| Oceania (recorduri)                              | 30:35.54 | Kimberley Smith       | Noua Zeelandă |
| America de Sud (recorduri)                       | 31:16.56 | Simone Alves da Silva | Brazilia      |

## Rezultate

### Finala
| Loc | Nume                      | Naționalitate              | Timp     | Note       |
| --- | ------------------------- | -------------------------- | -------- | ---------- |
| 1   | Almaz Ayana               | Etiopia                    | 29:17.45 | (RM), (RO) |
| 2   | Vivian Cheruiyot          | Kenya                      | 29:32.53 | (RN)       |
| 3   | Tirunesh Dibaba           | Etiopia                    | 29:42.56 | (PB)       |
| 4   | Alice Aprot Nawowuna      | Kenya                      | 29:53.51 | (PB)       |
| 5   | Betsy Saina               | Kenya                      | 30:07.78 | (PB)       |
| 6   | Molly Huddle              | Statele Unite ale Americii | 30:13.17 | (AM)       |
| 7   | Yasemin Can               | Turcia                     | 30:26.41 | (PB)       |
| 8   | Gelete Burka              | Etiopia                    | 30:26.66 | (PB)       |
| 9   | Karoline Bjerkeli Grøvdal | Norvegia                   | 31:14.07 | (PB)       |
| 10  | Eloise Wellings           | Australia                  | 31:14.94 | (PB)       |
| 11  | Emily Infeld              | Statele Unite ale Americii | 31:26.94 | (PB)       |
| 12  | Sarah Lahti               | Suedia                     | 31:28.43 | (RN)       |
| 13  | Diane Nukuri              | Burundi                    | 31:28.69 | (RN)       |
| 14  | Susan Kuijken             | Olanda                     | 31:32.43 |            |
| 15  | Jo Pavey                  | Marea Britanie             | 31:33.44 | (SB)       |
| 16  | Jess Andrews              | Marea Britanie             | 31:35.92 | (PB)       |
| 17  | Alexi Pappas              | Grecia                     | 31:36.16 | (RN)       |
| 18  | Yuka Takashima            | Japonia                    | 31:36.44 |            |
| 19  | Darya Maslova             | Kârgâzstan                 | 31:36.90 | (RN)       |
| 20  | Hanami Sekine             | Japonia                    | 31:44.44 |            |
| 21  | Dominique Scott           | Africa de Sud              | 31:51.47 | (PB)       |
| 22  | Natasha Wodak             | Canada                     | 31:53.14 | (SB)       |
| 23  | Alia Saeed Mohammed       | Emiratele Arabe Unite      | 31:56.74 |            |
| 24  | Sitora Hamidova           | Uzbekistan                 | 31:57.77 | (RN)       |
| 25  | Lanni Marchant            | Canada                     | 32:04.21 | (SB)       |
| 26  | Carla Salomé Rocha        | Portugalia                 | 32:06.05 |            |
| 27  | Salome Nyirarukundo       | Rwanda                     | 32:07.80 |            |
| 28  | Jip Vastenburg            | Olanda                     | 32:08.92 |            |
| 29  | Trihas Gebre              | Spania                     | 32:09.67 | (SB)       |
| 30  | Veronica Inglese          | Italia                     | 32:11.67 |            |
| 31  | Tatiele de Carvalho       | Brazilia                   | 32:38.21 |            |
| 32  | Brenda Flores             | Mexic                      | 32:39.08 | (SB)       |
| 33  | Marielle Hall             | Statele Unite ale Americii | 32:39.32 |            |
| 34  | Beth Potter               | Marea Britanie             | 33:04.34 |            |
| 35  | Marisol Romero            | Mexic                      | 35:33.03 |            |
| –   | Ekaterina Tunguskova      | Uzbekistan                 | (DNF)    |            |
| –   | Juliet Chekwel            | Uganda                     | (DNF)    |            |

## Legendă
RA Record african | AM Record american | AS Record asiatic | RE Record european | OCRecord oceanic | RO Record olimpic | RM Record mondial | RN Record național | SA Record sud-american | RC Record al competiției | DNF Nu a terminat | DNS Nu a luat startul | DS Descalificare | EL Cea mai bună performanță europeană a anului | PB Record personal | SB Cea mai bună performanță a sezonului | WL Cea mai bună performanță mondială a anului 